# Cacovický mlýn
Cacovický mlýn je bývalý vodní mlýn v Maloměřicích v Brně, který stojí na Cacovickém náhonu vedeném z řeky Svitavy.

## Historie
Vodní mlýn patřil od roku 1325 spolu s později zaniklou vsí Cacovice ženskému cisterciáckému klášteru na Starém Brně. Roku 1610 prošel přestavbou, snad po povodni. Roku 1662 jej klášter od nájemců vykoupil a v jeho držení byl až do roku 1781.
Poté byl do roku 1825 spravován Náboženským fondem, který jej prodal do soukromých rukou; jeho novým vlastníkem se stal kníže Alexandr Schönberg-Hohenstein. Další majitel, Ferdinand Frank, roku 1884 mlýn radikálně přestavěl, instaloval Girardovu turbínu, v objektu zřídil papírnu a roku 1907 elektrárnu.
Roku 1919 instaloval další majitel Antonín Ženožička novou Francisovu turbínu. Od roku 1926 vlastnila mlýn Moravská banka, po roce 1930 jej i s elektrárnou koupil Adolf Hynek.
Mlýn i elektrárna byly v provozu i po únoru 1948; elektrárna však pracovala jen pro podnikovou spotřebu. Kapacita mlýna se zvýšila z denních 25 tun na 120 tun obilí a na zahradě vznikla obilní sila. Bývalý majitel pan Hynek se stal vedoucím provozu.
Dne 25. dubna 1981 mlýn vyhořel. Zcela zanikla budova stojící na levém břehu náhonu; zachoval se pouze erb, který se po úpravě nachází v objektu vodního mlýna ve Slupi. Poškozen byl také čtyřpodlažní sklad meliva, mouky a krmných směsí, po opravě je využíván ke skladovacím účelům. Malá vodní elektrárna poničená požárem prošla opravou v roce 1983 a je stále funkční.
Koncem 20. století byla odstraněna obilní sila a na jejich místě postaven průmyslový objekt. Část objektu je pronajímána ke skladovacím účelům.

## Popis

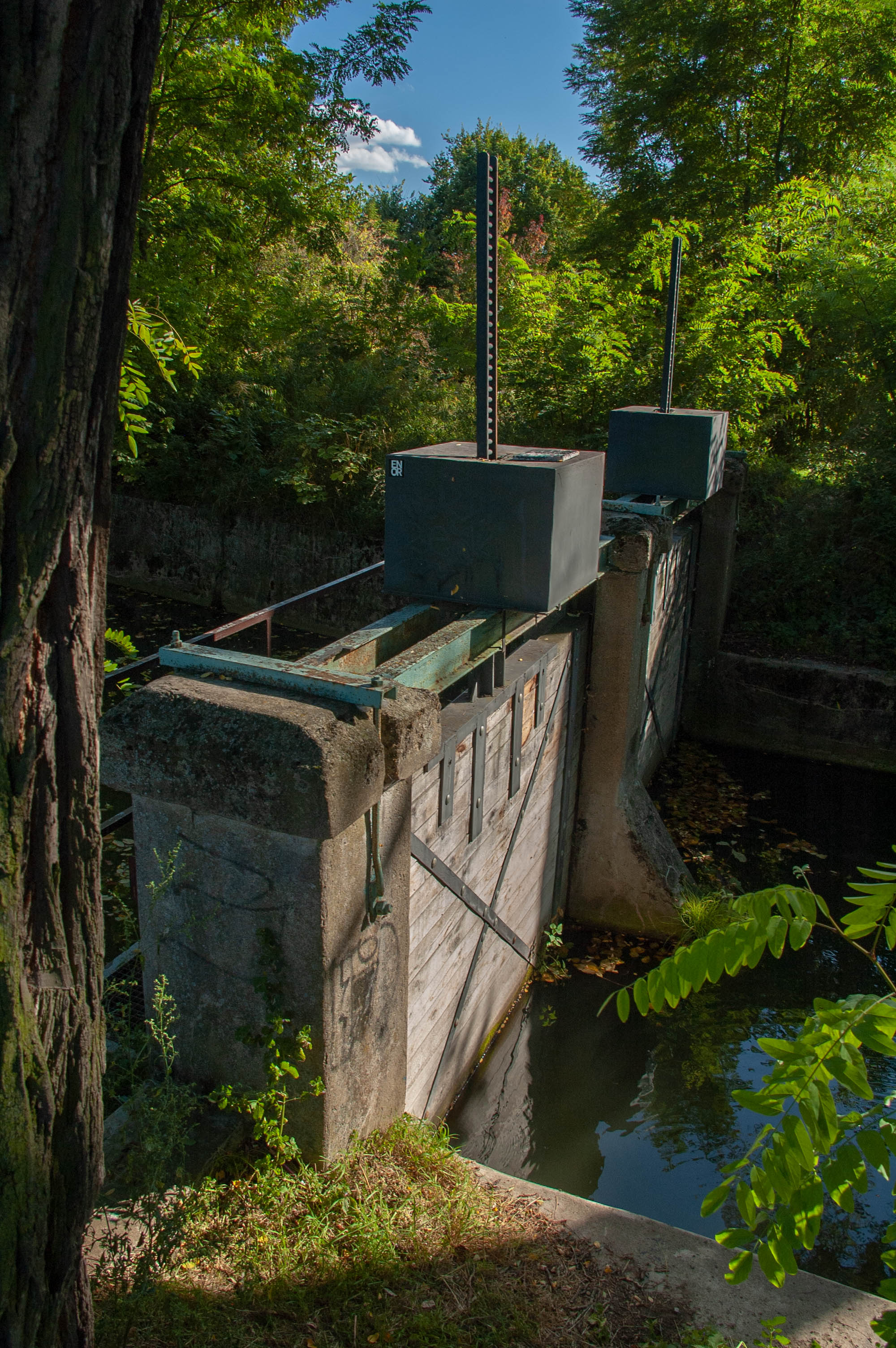
Stavidlo na Cacovickém náhonu

Mlýn měl nainstalovanou Girardovu turbínu (zanikla) a v objektu byla i papírna (zanikla). Od roku 1907 zde fungovala elektrárna, která měla v letech 1918–1919 nainstalovánu novou horizontální Francisovu turbínu, posílenou roku 1921 o parní stroj firmy Breitfeld a Daněk o výkonu 250 HP a elektrický generátor firmy Kolben o napětí 3500 V.
Po roce 1930 tvořila mlýn dvojice čtyřpodlažních budov stojících na obou březích náhonu, které byly spojené turbínovým domkem. V budově na pravém břehu byla zřízena restaurace, později umístěná v zahradě.
Výroba elektrické energie zůstala zachována. Plochostropá budova malé vodní elektrárny je opatřena dvěma manipulačními vraty. Uvnitř se nachází dvojčitá Francisova horizontální turbína o hltnosti 4,5 m³/s a výkonu 75 kW pohánějící asynchronní elektromotor, která je vybavena regulátorem otáček od firmy ČKD Blansko.
Voda k mlýnu vedla náhonem a do řeky se vracela odtokovým kanálem. Francisova turbína měla k roku 1930 spád 3,3 metru a výkon 154 HP.